# Atalanta
Atalanta (řecky Αταλάντη / Atalanté, latinsky Atalanta) je v řecké mytologii dcera bojótského krále Schoinea. Byla to proslulá lovkyně.
Její otec toužil po synech, když se narodila dívka, dal ji pohodit v lese. Dítě našla medvědice a zachránila je. Atalanta vyrostla ve statnou dívku, která navíc předčila muže v běhu i lovu. Zúčastnila se lovu na kalydónského kance po boku mnoha věhlasných lovců, zasadila kanci první ránu oštěpem a když po urputném boji mu syn kalydónského krále Oinea Meleagros zasadil poslední smrtící ránu a nabídl Atalantě kůži zvířete, vznikla tím velká roztržka. V hádce účastníků lovu se vyhrotil spor Meleagra a jeho strýců, kteří nakonec byli Meleagrovou rukou zabiti. Rodinnou tragédii dovršila princova matka Althaia, která podle dávné sudby ukončila život svého syna tím, že spálila osudný kus dřeva, na nějž byl podle předpovědi sudiček vázán jeho život. Královna Althaia ze žalu nad smrtí svých bratrů i nad vinou a smrtí svého syna spáchala sebevraždu.
Atalanta byla krasavice a měla mnoho ctitelů, ona však o muže tolik nestála a o sňatek také ne. Však také když jí otec slíbil najít vhodného ženicha, vymínila si, že si vezme jenom toho, kdo ji dokáže porazit v běhu. Každý, kdo s ní prohraje, zemře. A byla jich řádka. Až Hippomenés, syn krále z Bojótie, s pomocí bohyně Afrodíty zvítězil, protože dostal od bohyně jablka, která cestou odhazoval a Atalanta je sbírala a tím se zdržela. Atalanta se však za Hippomena stejně neprovdala. Když se objímali v lesním chrámu, bohové je za znesvěcení posvátného místa za trest proměnili v divou zvěř, nejspíš ve lvy.
Stejně jako v jiných mýtech, i zde jsou části příběhu vyprávěny různě. Podle jedné verze v tomto příběhu jsou Atalanta lovkyně a Atalanta běžkyně dvě zcela odlišné dívky, obě královské dcery, ale každá z jiné rodiny.

## Odkaz v umění

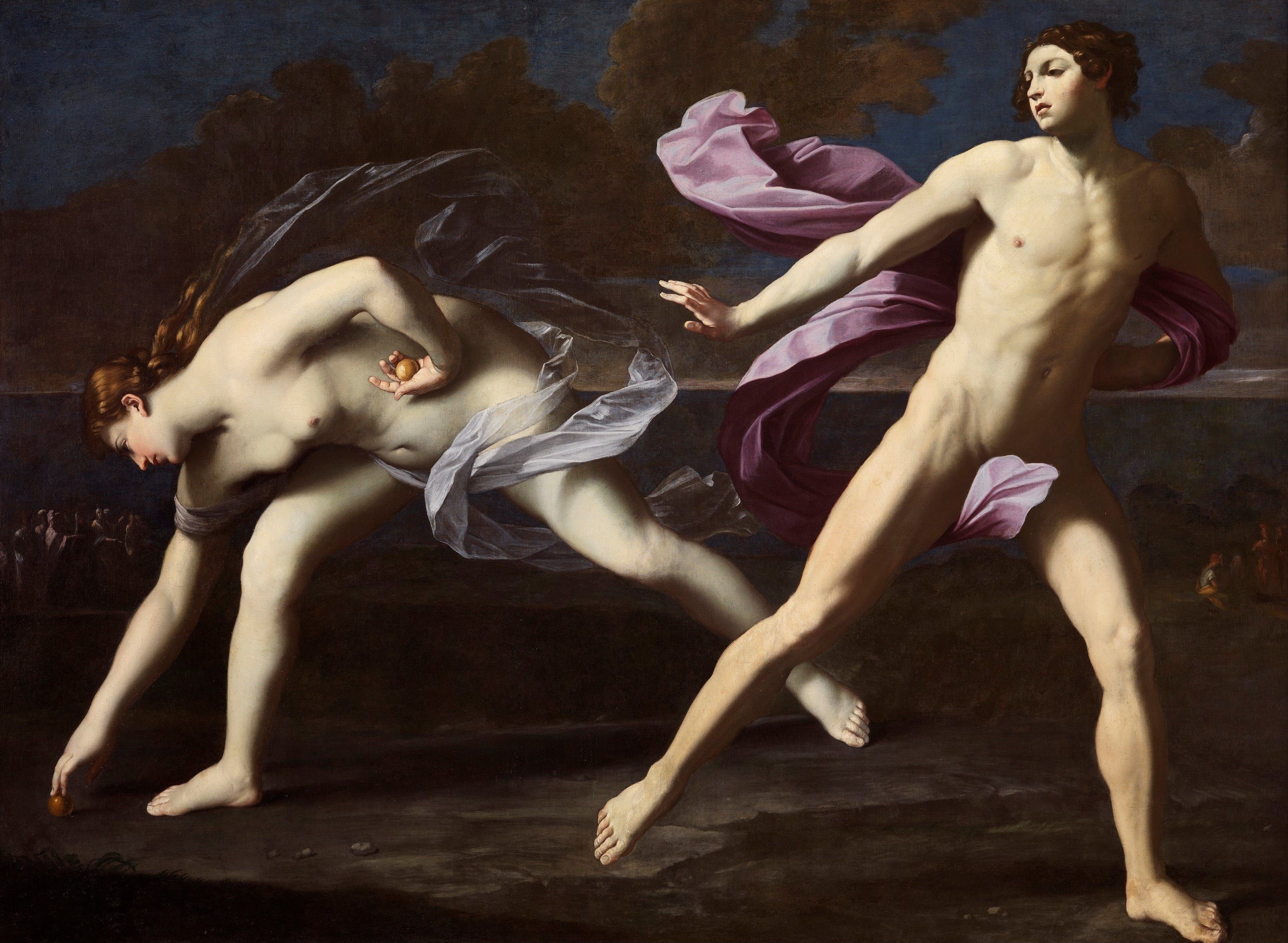
Závod Atalanty s Hippomenem od Quida Reniho

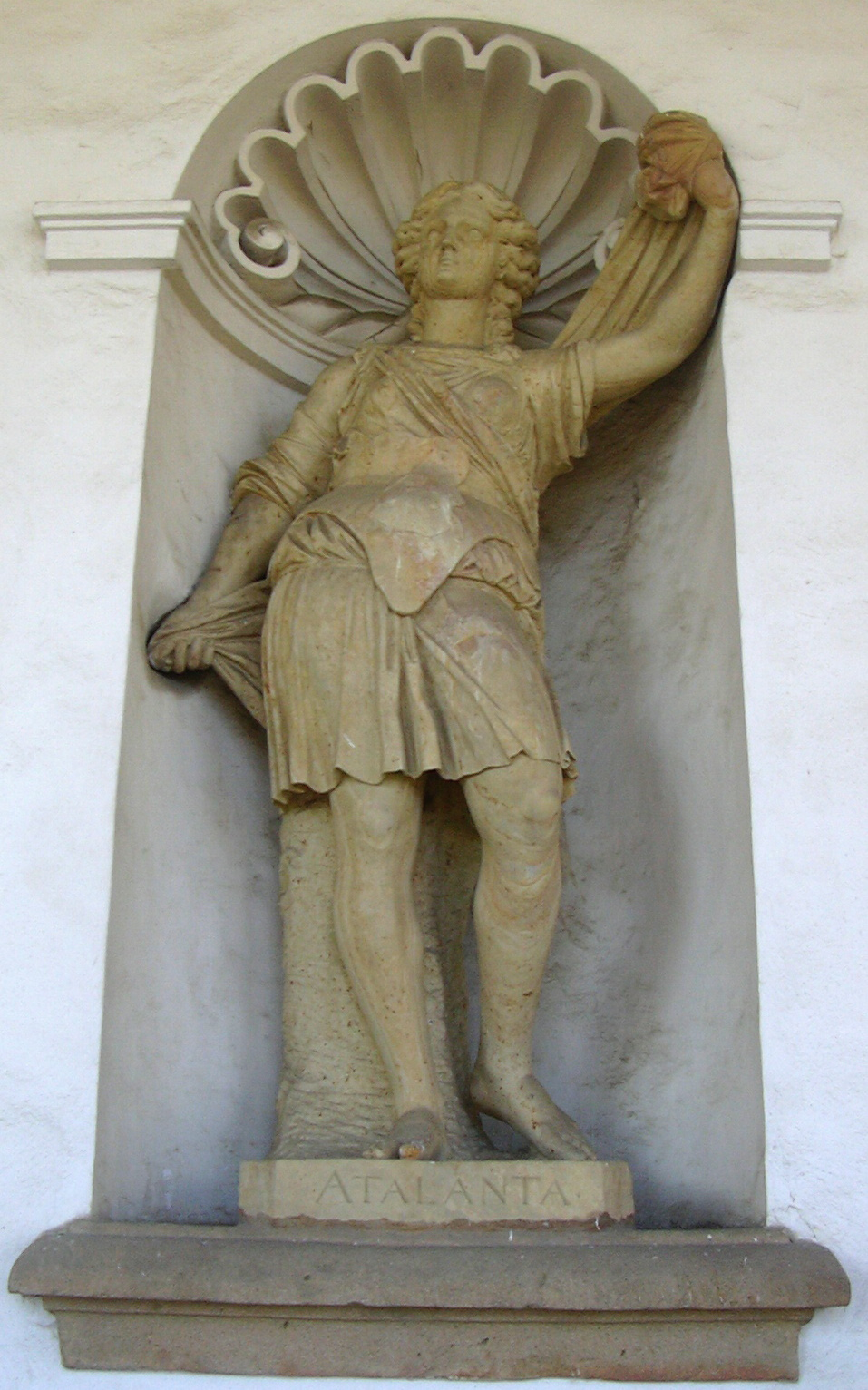
Socha Atalanty v kolonádě Květné zahrady v Kroměříži

Atalanta byla často zobrazována antickými umělci, při lovu i v závodě v běhu. Nejznámější je
- Atalanta v závodě s Hippomenem – římská kopie helénistické sochy ze 3. stol. př. n. l. (dnes v pařížském Louvru)
- Závod Atalanty s Hippomenem je obraz od Quida Reniho (po r. 1630, dnes v Národním muzeu v Neapoli)
- Atalante – opera Georga Friedricha Händela